# 艾拉特·法拉霍夫
艾拉特·扎基耶维奇·法拉霍夫（羅馬化：Ayrat Zakiyevich Farrakhov；1968年2月17日—）是俄罗斯政治家、第八届国家杜马代表。
2015年，他被授予医学全博士学位。1993年至1995年，担任喀山国立医科大学外科病房外科医生。1995年至2006年在鞑靼斯坦共和国卫生部共和临床医院工作。2006年，他被任命为喀山市执行委员会卫生部门负责人。2007年10月至2013年9月任鞑靼斯坦共和国卫生部长。他辞去职务后，出任俄罗斯联邦卫生部副部长。2014年，他被任命为财政部副部长。
2016年9月18日，他当选为鞑靼斯坦选区第七届国家杜马代表。2021年9月起担任第八届国家杜马代表。

## 制裁
法拉霍夫于2022年因俄乌战争而受到英国政府和美国财政部制裁。